# Úsuší
Úsuší är en ort i Tjeckien.   Den ligger i regionen Södra Mähren, i den östra delen av landet, 160 km sydost om huvudstaden Prag. Úsuší ligger 470 meter över havet och antalet invånare är 111.
Terrängen runt Úsuší är kuperad åt nordost, men åt sydväst är den platt. Runt Úsuší är det tätbefolkat, med 762 invånare per kvadratkilometer. Närmaste större samhälle är Kuřim, 13,3 km öster om Úsuší. I omgivningarna runt Úsuší växer i huvudsak blandskog.